# ペダルピアノ

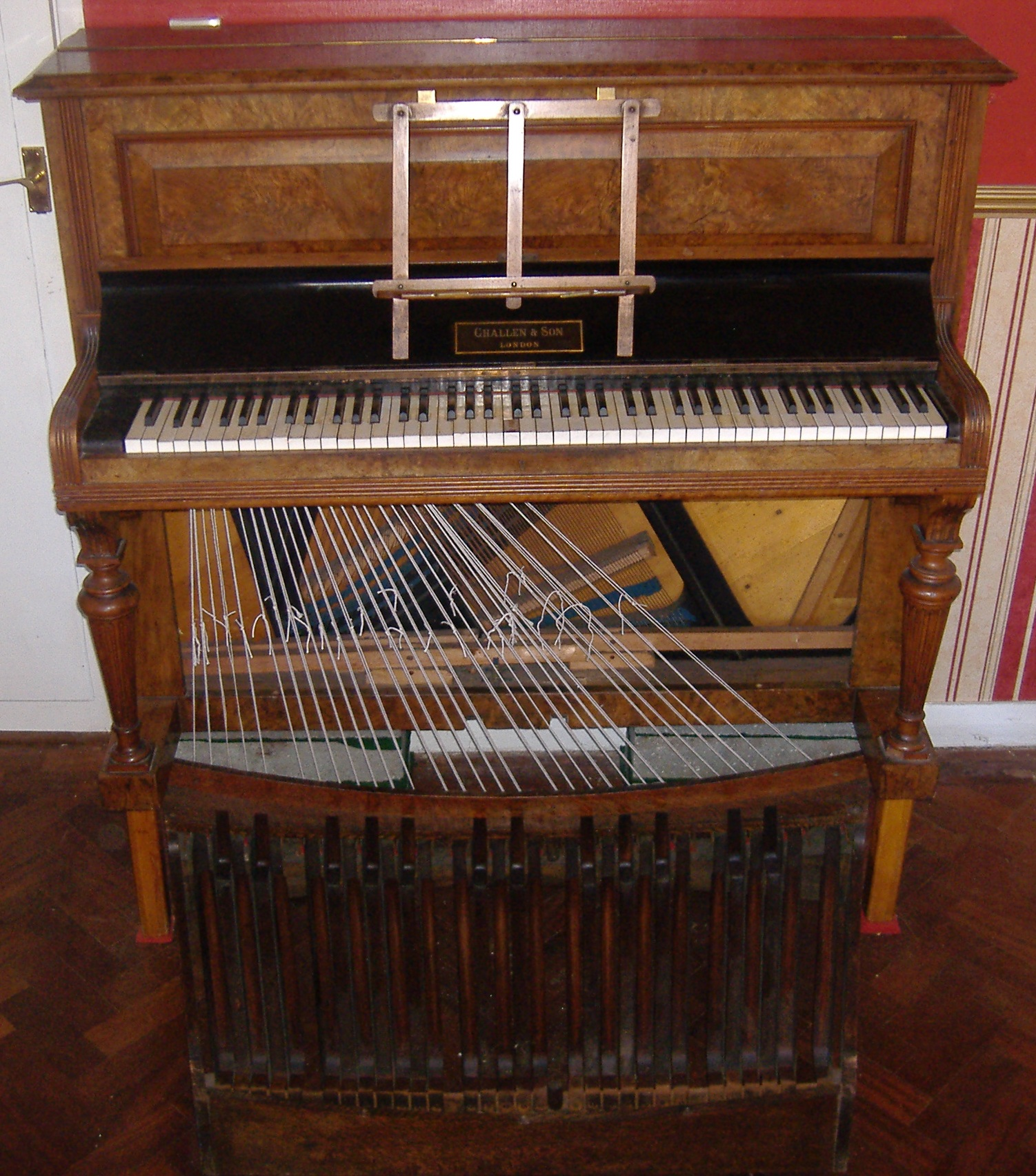
アップライトペダルピアノ（正面）

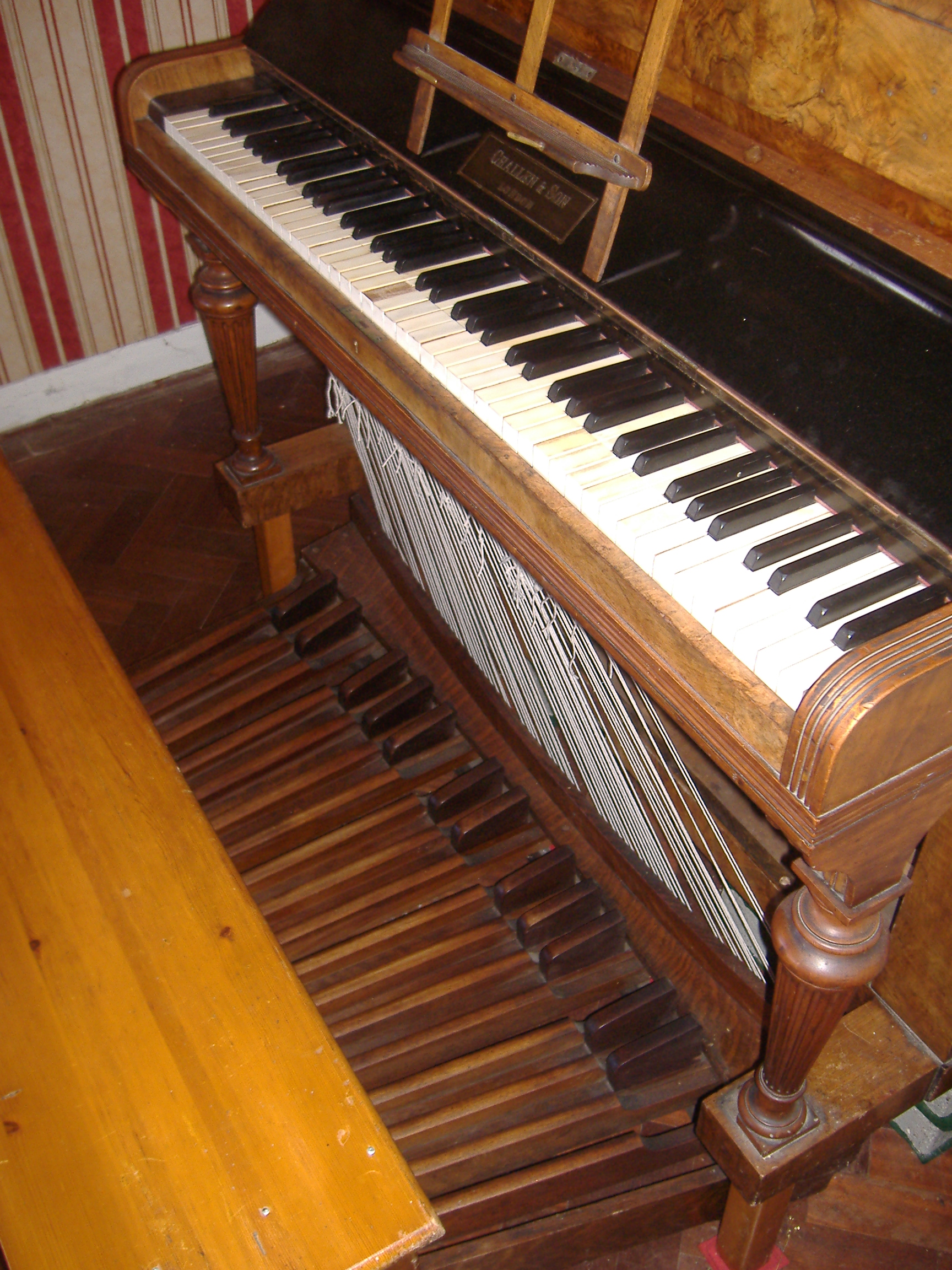
アップライトピアノ（別視点）

ペダルピアノ（英語: pedal piano、あるいはpiano-pédalier、pédalier）とは、ピアノの一種で、ペダル鍵盤が含まれている低音の鍵盤を足を使って通常のオルガンのように演奏する。
ペダルピアノはおおまかに2種類ある。そのうちの一方は、ペダル鍵盤が必要不可欠なもので手で演奏する鍵盤と同じ弦と仕組みを使用している。例として19世紀のエラールペダルグランドピアノ、プレイエルアップライトペダルピアノが挙げられる。
または２つの独立したピアノで構成されていて、それぞれ手で演奏する鍵盤の弦とペダル鍵盤の弦の仕組みが分かれている種類がある。この仕組みを用いる場合、さらに二種類にシステムが分かれる。ひとつめとしては、手で演奏される通常のピアノと足で演奏される低音のピアノを上下に配置するものがある。例としてヴォルフガング・アマデウス・モーツァルトが所有していた18世紀のペダルピアノや21世紀のドッピオ・ボルガードが挙げられる。もう一方は2つの標準のピアノのうち低音のピアノがペダル鍵盤から演奏され、低音ピアノは手で演奏するピアノに付いている特別な装置を通すことで演奏が可能となるものであり、その例として21世紀のピンチペダルシステムがあげられる。

## 歴史
ペダルピアノの起原はペダルクラヴィコードとペダルハープシコードだと言われている。それらのうちペダルクラヴィコードは残っているが、ペダルハープシーコードは文書と現代の複製品しか残っていない。1460年に発表された学者のパウルス・パウリヌス（1413－1471)によって書かれた楽器に関する百科事典的な論文の1節の中で初めてペダル鍵盤付きのクラヴィコードに言及していた。オルガン奏者は誰もチャーチオルガンのふいごを動かしてくれる人がいない場合や、冬場の暖房で暖められていない教会で練習するのを避ける際にペダルクラヴィコードやペダルハープシーコードをオルガンの代わりに使っていた。ヨハン・ゼバスティアン・バッハは自分用のペダルハープシーコードを持っており、「オルガンによる6つのトリオ・ソナタBWV525－530」や、「パッサカリアとフーガハ短調BWV582」、そして彼の他の作品もペダルハープシーコードによって演奏されることがある。
ヴォルフガング・アマデウス・モーツァルトは独立したペダルを持つフォルテピアノを持っており、これは1785年にアントン・ウォルターがモーツァルトのために製作したものだった。彼の父はこのことについて1785年3月12日の娘に宛てた手紙の中で言及している。モーツァルトの手書きの楽譜「ピアノ協奏曲第20番ニ短調K466」は同年に作曲され、左手のための一連のコードに1オクターブ低い音を加えることで10拍分をカバーしている。ペダル鍵盤のための低音だと考えることもできるが、この解釈については反対の意見もある。
ロベルト・シューマンがドレスデンにいる1843年にルイ・シェーネはペダルフリューゲルを作った。シューマンはペダルアップライトピアノを好んでいた。そのピアノのペダル鍵盤は29あり、ピアノの後ろに置いてあるアクション機構という装置につなげられている。その特別なサウンドボードは29本の弦を張りめぐらしケースにおさまるように組み合わせられている。  彼はペダルピアノ用の多くの曲を書き、ペダルピアノについてとても熱狂的でグランドペダルピアノを持つフェリックス・メンデルスゾーンにライプツィヒ音楽院の授業で使用するように説得するほどであった。シャルル＝ヴァランタン・アルカンは1853年に自分用のエラールピアノを作った。パリの音楽博物館にある歴史的な楽器コレクションはパリ国立高等音楽・舞踊学校にあり、現在エラールペダルピアノはそこに保存されている。アルカンの他のピアノ曲に見られるようなヴィルトゥオーソスタイルで彼はエラールペダルピアノの曲を多数作曲した。 近年ではケヴィン・ボウヤーが彼の曲を流行させたが、彼はオルガンで演奏した。

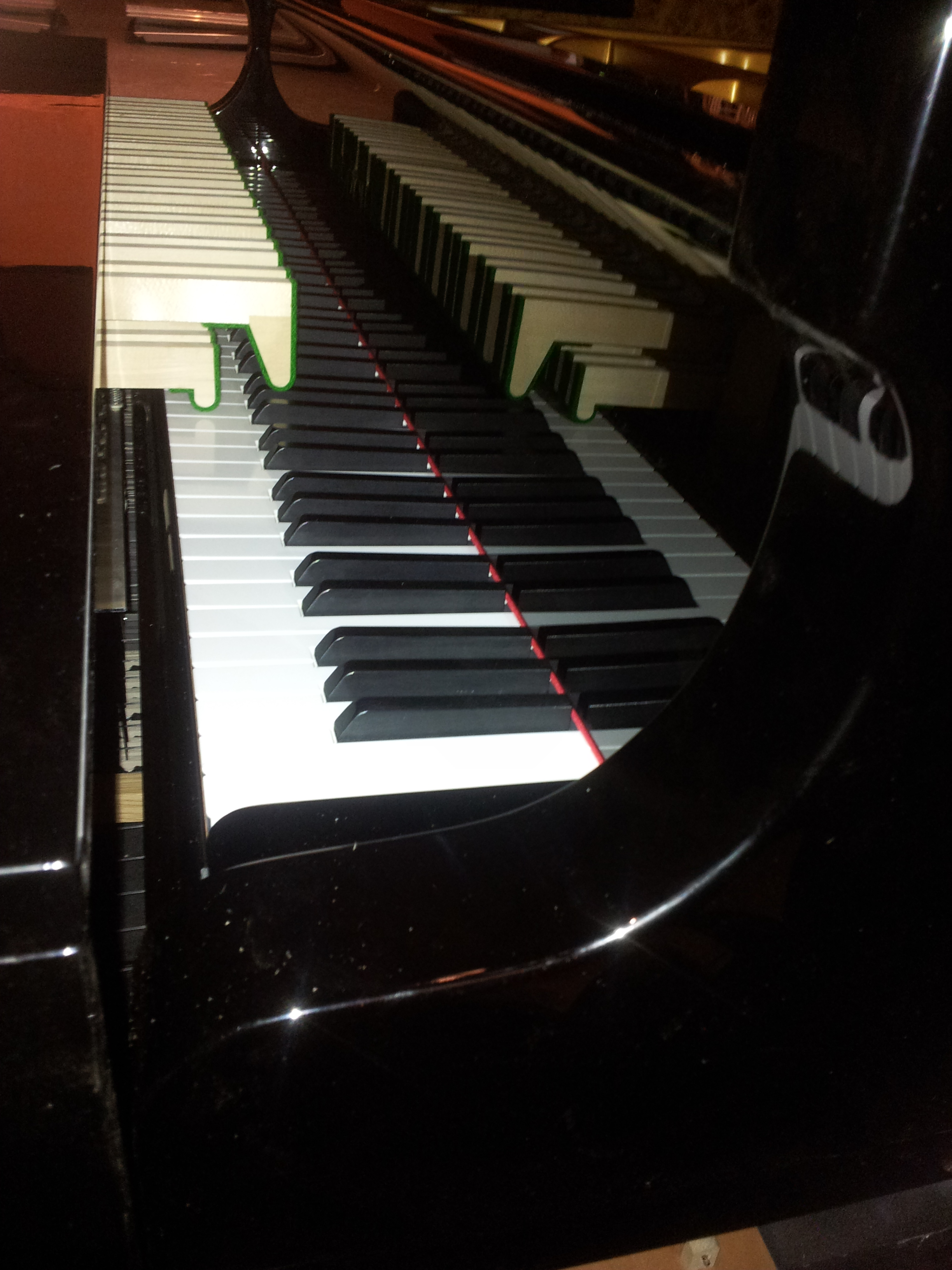
ピンチペダルピアノシステム

1900年代ペダルピアノはあまり人気を博しておらず、稀な楽器のままである。ペダルピアノのレパートリーの演奏に使われる代わりに、数世紀前のペダルハープシコードやクラヴィコードはたいていオルガン奏者が家で練習するときに使われている。2000年になるとイタリアのルイージ・ボルガ―ドの工房でペダルピアノが作られるようになった。この会社ではドッピオボルガートも制作している。それは独立した楽器がペダル鍵盤に繋がっており、その上にグランドピアノを設置することができる。ボルガードは一般的なオルガンでいう30～32の範囲より広いA0～A3の低音にまでピアノの範囲を広げた。

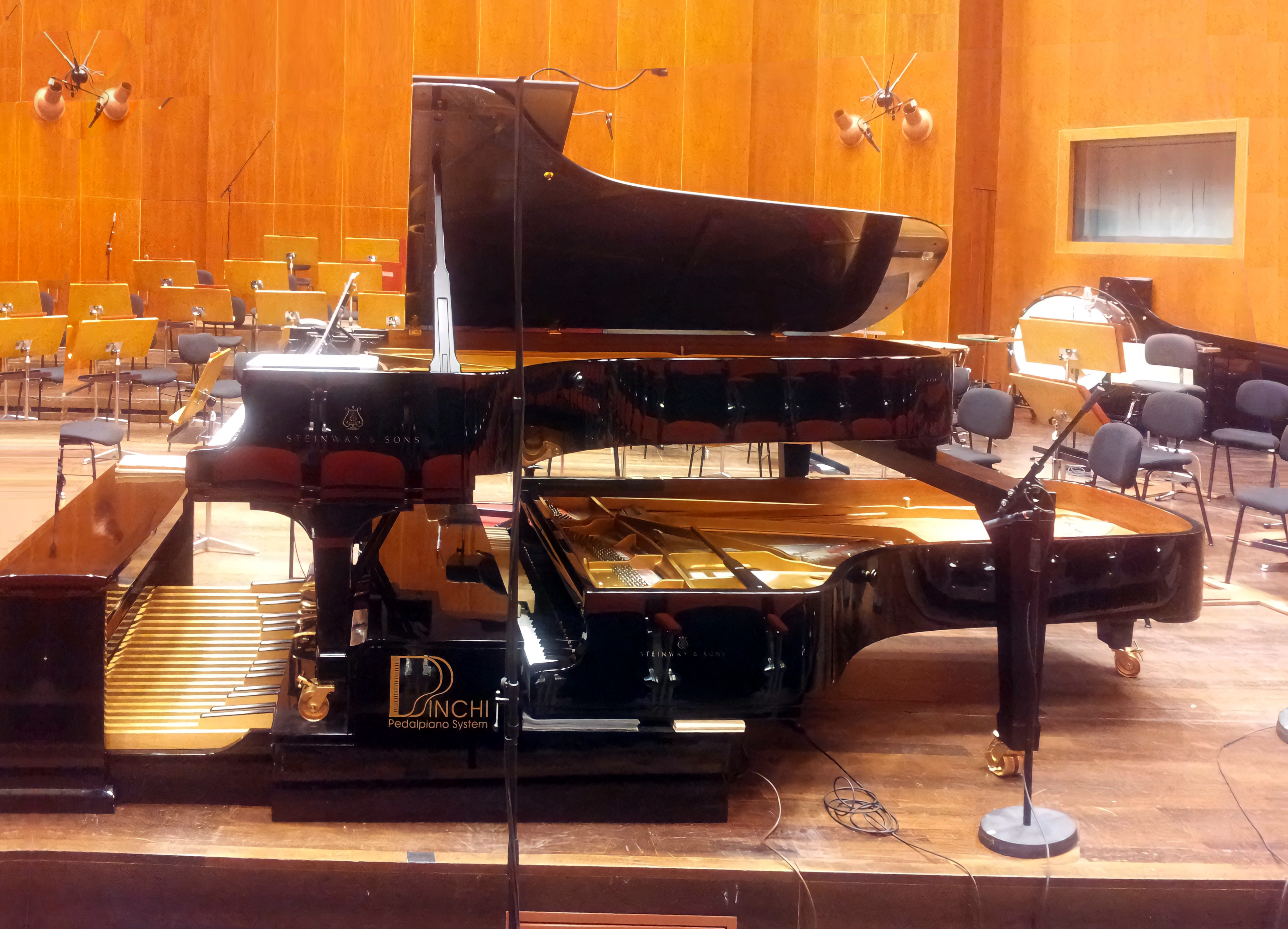
スタインウェイ製の2つのピアノを用いたピンチペダルピアノシステム

2011年9月13日にイタリアのピアニストであるロベルト・プロッセダが、ヤン・レイサム・ケイニッヒが指揮するアルトゥーロ・トスカニーニオーケストラともに、シャルル・グノーが作曲したペダルグランドピアノとオーケストラのための現代プレミアムコンサートを行った。
2012年4月27日、ピンチペダルピアノシステムはクラウディオ・ピンチとロベルト・プロッセダらによってデザインされた。さらにピンチペダルシステムはアンドレア・クラウディオとバーバラのきょうだいからなるフラテッリ・ピンチ・アルス・オルガニらによって組み立てられ、ロベルト・プロッセダが公衆に向けて演奏し披露した。そのペダル鍵盤は88の鍵盤をもつ2つのグランドピアノを使う。ピンチのペダル鍵盤は37の鍵盤がありAから3オクターブ上のAの音までをカバーしている。しかし右の写真から見えるようにピンチペダルピアノシステムは全体で5オクターブあり、37の木製のハンマーを配置する。すなわちピンチペダルシステムは下部のピアノのA0～A5までの61の低音鍵盤のピッチを下げることで音を出して演奏することができる。木製ハンマーは3つの独立した3オクターブ分のストップに対応する37鍵盤をカバーしている。A0～A3の16ストップ、A1～A4の8ストップ、A2～A5の4ストップの組み合わせである。

## 演奏者
近年ではオルガンに対しペダルピアノの公演の仕事が増加している。最近のペダルピアノの演奏者はジャン・ドゥベ、オリヴィエ・ラトリー、アメリカのオルガン奏者であるピーター・サイクス、ドイツのオルガン奏者マルティン・シュメディング、スロベニアのオルガン奏者かつハープシーコード奏者のダリボル・ミクラヴィッチ、アメリカのピアニストであるジョン・コウリ、ジャン・ギユー、キャメロン・カーペンター、ロベルト・プロッセダである。
もちろん今日のMIDIコントローラーのキーボードやMIDIのフットボードは、本来のペダルピアノの装置、大きさや機械器具の費用がなくても再現できる。これにより、だれでも簡単にペダルピアノの曲目を演奏できるようになる。

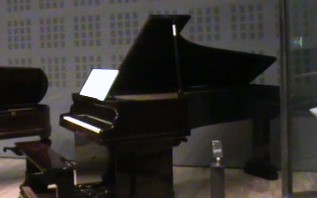
シャルル＝ヴァランタン・アルカンのエラールグランドペダルピアノ。現在はパリの音楽博物館所蔵。

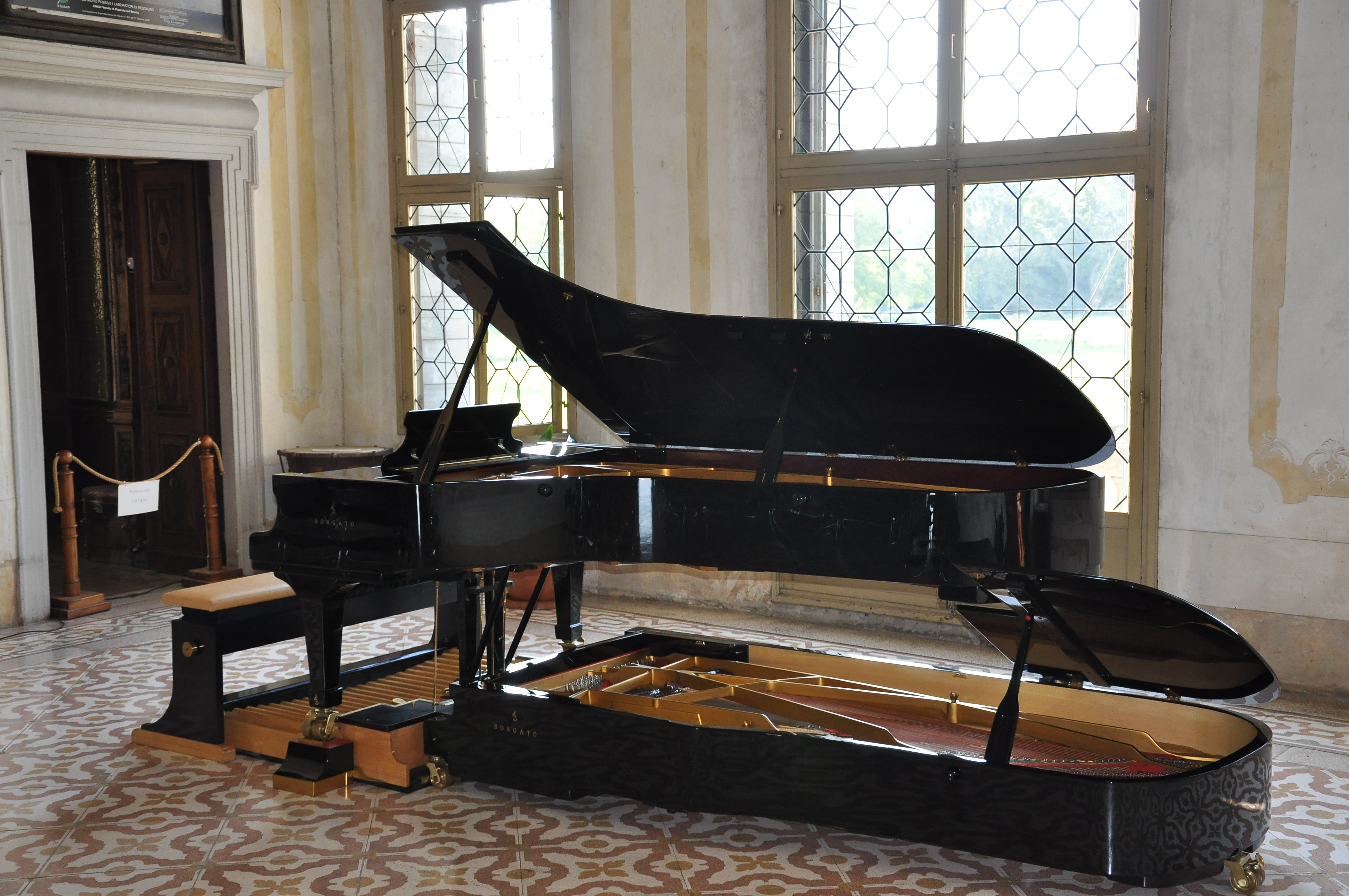
ドッピオボルガート